# 100 година АФИ-ја...
Амерички филмски институт (АФИ), славећи 100 година америчког филма, направио је 13 топ листа које се тичу америчке кинематографије.
Топ листе које су до сада направљене су:
- 1998: 100 година АФИ-ја... 100 филмова
- 1999: 100 година АФИ-ја... 100 звезда
- 2000: 100 година АФИ-ја... 100 комедија
- 2001: 100 година АФИ-ја... 100 трилера
- 2002: 100 година АФИ-ја... 100 љубавних прича
- 2003: 100 година АФИ-ја... 100 хероја и негативаца
- 2004: 100 година АФИ-ја... 100 песама
- 2005: 100 година АФИ-ја... 100 реплика из филма
- 2005: АФИ-јевих 100 година филмске музике
- 2006: 100 година АФИ-ја... 100 инспирација
- 2006: АФИ-јеви најбољи мјузикли
- 2007: 100 година АФИ-ја...  100 филмова (едиција поводом 10 година)
- 2008: АФИ-јевих 10 топ 10